# El nómada (novela de 1998)
El nómada (The Nomad en inglés) es la tercera novela de la trilogía La tribu de Uno, escrita por Simon Hawke. Dicha trilogía pertenece a la colección Sol Oscuro.

## Argumento
Después de los sucesos en El desterrado y El peregrino Sorak y Ryanna parten hacia Paraje Salado, la ciudad donde encontraran a El Silencioso, que les guiará a Bodach. El Rey Espectro de la ciudad de Nibenay manda a su asesino personal, llamado Valsavis, tras ellos. Valsavis ya es bastante mayor, pero sigue siendo un experto en el rastreo y el asesinato. Es el único que se atreve a reírse del Rey Espectro y le encantan los retos.
Unos bandidos vencen a Sorak y secuestran a Ryanna. Valsavis aprovecha el momento para ayudar a Sorak curándole y acompañándole a rescatar a Ryanna, pues el Rey Espectro quiere que le guien hasta el Sabio para matarle.
Sorak y Valsavis rescatan a Ryanna y llegan juntos a Paraje Salado. El Silencioso resulta ser una pyreen joven. La pyreen se llama Kara y les dice que no se fía de Valsavis y pide que partan sin él.
Gracias a Kara llegan enseguida a Bodach, pues lo hacen volando con sus poderes paranormales. Valsavis les sigue volando en un roc que el Rey Espectro le da cuando se entera de que Sorak se le ha escapado. Sorak consigue el Peto de Argentum, un pelo que vuelve invisible al que se lo pone y que el Sabio necesita conseguir.
Sorak deja inconsciente a Valsavis y Kara les guía a una torre a través de la ciudad de noche infestada de no muertos. En lo alto de la torre hay un portal espacio tiempo que les conduce al Sabio. Este le muestra a Sorak su pasado.
La madre de Sorak, llamada Myra, era una elfa que fue salvada por Ogar, un halfling, de un ataque de unos humanos. La tribu de Myra aceptó a Ogar y él y Myra tuvieron un hijo al que llamaron Alaron (Sorak), que era el nombre del último rey elfo. Ogar regresó después con su familia, que, al enterarse de que Ogar había vivido con sus enemigos naturales le mataron. La tribu de Ogar solicitan al Ser Sin Rostro (una especie de aliado paranormal suyo) que mate a la tribu de Myra, y todos mueren menos Alaron (Sorak). Algunos miembros de la tribu de uno formaban parte de la tribu de elfos a la que pertenecía Sorak (Kivara, Poesía, Kether...).
Tras esto el Sabio le dice a Sorak que necesita que le traspase la tribu de uno para continuar con su transformación en avangion, y Sorak acepta. Cuando este sale de la torre Valsavis le pide una pelea individual en la que Sorak vence, aunque Galdra se destruye cuando Valsavis la empuña.
Después Sorak se va con Ryanna.